# Listrognathus pubescens
Listrognathus pubescens là một loài tò vò trong họ Ichneumonidae.